# Wayne Township (Clermont County, Ohio)
Wayne Township ist eines von 14 Townships des Clermont Countys im US-Bundesstaat Ohio. Nach der Volkszählung im Jahr 2000 waren hier 5025 Einwohner registriert.

## Geografie
Wayne Township liegt im äußersten Nordosten des Clermont Countys im Südwesten von Ohio und grenzt im Uhrzeigersinn an die Townships: Harlan Township im Warren County, Marion Township im Clinton County, Perry Township im Brown County, Jackson Township, Stonelick Township und Goshen Township.

## Verwaltung
Das Township wird durch ein Board of Trustees, bestehend aus drei gewählten Mitgliedern, verwaltet. Zwei Personen werden jeweils im Jahr nach der Präsidentschaftswahl gewählt und eine jeweils im Jahr davor. Die Amtszeit dauert in der Regel vier Jahre und beginnt jeweils am 1. Januar. Daneben gibt es noch einen Township Clerk (zuständig für Finanzen und Budget), der ebenfalls im Jahr vor der Präsidentschaftswahl auf eine vierjährige Amtszeit gewählt wird. Dessen Amtszeit beginnt jeweils am 1. April.